# À ceux qui nous ont offensés
Pour plus de détails, voir Fiche technique et Distribution.
À ceux qui nous ont offensés (Trespass Against Us) est un film policier britannique réalisé par Adam Smith, sorti en 2017.

## Synopsis
Chad Cutler, qui vit de combines en tout genre organisées par son père, tente d'échapper à son emprise afin d'offrir une vie meilleure à ses enfants.

## Fiche technique
Sauf indication contraire, les informations mentionnées dans cette section peuvent être confirmées par la base de données cinématographiques IMDb,  présente dans la section « Liens externes ».
- Titre original : Trespass Against Us
- Réalisation : Adam Smith
- Scénario : Alastair Siddons
- Direction artistique : Andrea Matheson
- Costumes : Suzanne Cave
- Photographie : Eduard Grau
- Montage : Kristina Hetherington et Jake Roberts
- Musique : The Chemical Brothers
- Production : Alastair Siddons, Gail Egan et Andrea Calderwood
- Sociétés de production : Potboiler Productions et Film4
- Société de distribution : Lionsgate ( Royaume-Uni) et A24 Films ( États-Unis)
- Pays d’origine :  Royaume-Uni,  États-Unis
- Langue originale : anglais
- Format : couleur - 35 mm - 2.35:1 - Dolby numérique
- Genre : Action, drame et thriller
- Durée : 99 minutes
- Dates de sortie :
  -  Canada : 9 septembre 2016 (Festival de Toronto)
  -  États-Unis : 20 janvier 2017
  -  Royaume-Uni : 3 mars 2017
  -  France : 1er mars 2017

## Distribution
- Michael Fassbender (VF : Jean-Pierre Michaël) : Chad Cutler
- Brendan Gleeson (VF : Patrick Béthune) : Colby Cutler
- Sean Harris (VF : Yann Guillemot) : Gordon Bennett
- Lyndsey Marshal : Kelly Cutler
- Rory Kinnear (VF : Xavier Fagnon) : Lovage
- Killian Scott (VF : Thomas Roditi) : Kenny
- Tony Way (VF : Jean-Luc Atlan) : Norman
- Gerard Kearns : Lester
- Barry Keoghan (VF : Gabriel Bismuth-Bienaimé) : Windows
- Alan Williams (VF : Michel Laroussi) : Noah